# Bát Xát (thị trấn)
Bát Xát là thị trấn huyện lỵ của huyện Bát Xát, tỉnh Lào Cai, Việt Nam.

## Địa lý
Thị trấn Bát Xát nằm ở phía đông nam huyện Bát Xát, có vị trí địa lý:
- Phía đông và phía bắc giáp Trung Quốc
- Phía tây giáp xã Bản Qua
- Phía nam giáp xã Quang Kim.

Thị trấn Bát Xát có diện tích 15,24 km², dân số năm 2019 là 6.933 người, mật độ dân số đạt 455 người/km².
Thị trấn có tỉnh lộ 156 chạy qua địa bàn và có hồ Xá Phìn.
Sông Hồng là đoạn biên giới quốc gia tự nhiên giữa thị trấn Bát Xát với Trung Quốc. Bên kia biên giới là trấn Hà Khẩu (河口镇) thuộc huyện Hà Khẩu, châu tự trị Hồng Hà, tỉnh Vân Nam, Trung Quốc.

## Hành chính
Thị trấn Bát Xát được chia thành 14 tổ dân phố.

## Lịch sử
Thị trấn Bát Xát được thành lập vào ngày 28 tháng 5 năm 1994 trên cơ sở 149 ha diện tích tự nhiên với 2.495 người của xã Bản Qua, bao gồm các thôn Lá Nuộc, Đông Phón, Đông Thái, Bản Lợi.
Đến năm 2019, thị trấn Bát Xát có diện tích 3,34 km², dân số là 5.010 người, mật độ dân số đạt 1.500 người/km², có 11 tổ dân phố được đánh số từ 1 đến 11.
Ngày 11 tháng 2 năm 2020, Ủy ban Thường vụ Quốc hội ban hành Nghị quyết số 896/NQ-UBTVQH14 về việc sắp xếp các đơn vị hành chính cấp huyện, cấp xã thuộc tỉnh Lào Cai (nghị quyết có hiệu lực từ ngày 1 tháng 3 năm 2020). Theo đó, điều chỉnh 11,90 km² diện tích tự nhiên và 1.923 người thuộc 5 thôn: Bản Trung, Châu Giàng, Bản Náng, Làng Mới của xã Bản Qua vào thị trấn Bát Xát.
Sau khi điều chỉnh, thị trấn Bát Xát có diện tích 15,24 km², dân số là 6.933 người.

## Đường phố
Trên địa bàn thị trấn có các đường phố:
| - Đường Hùng Vương - Đường Hoàng Hoa Thám - Đường Hoàng Liên - Đường Châu Giàng - Đường Lý Thường Kiệt - Đường Đông Thái - Đường Trần Hưng Đạp - Đường Điện Biên - Đường Lê Lợi - Đường Võ Nguyên Giáp | - Đường Phạm Văn Đồng - Phố Ngô Quyền - Phố Nguyễn Trãi - Phố Lương Thế Vinh - Phố Kim Đồng - Phố Trần Quốc Toản - Phố Lê Lai - Phố Nguyễn Du - Phố Tôn Thất Tùng. |